# Brđani, Gornji Milanovac
Brđani (izvirno srbsko Брђани) je naselje v Srbiji, ki upravno spada pod Občino Gornji Milanovac; slednja pa je del Moraviškega upravnega okraja.

## Demografija
V naselju živi 1016 polnoletnih prebivalcev, pri čemer je njihova povprečna starost 44,0 let (43,3 pri moških in 44,7 pri ženskah). Naselje ima 386 gospodinjstev, pri čemer je povprečno število članov na gospodinjstvo 3,18.
To naselje je, glede na rezultate popisa iz leta 2002, večinoma srbsko.
|  |

| Demografija | Demografija     | Demografija     |
| Leto        | Št. prebivalcev | Št. prebivalcev |
| ----------- | --------------- | --------------- |
|             |                 |                 |
|             |                 |                 |
|             |                 |                 |
|             |                 |                 |
| 1948        | 1890            |                 |
| 1953        | 1831            |                 |
| 1961        | 1746            |                 |
| 1971        | 1525            |                 |
| 1981        | 1440            |                 |
| 1991        | 1217            | 1213            |
| 2002        | 1259            | 1227            |
|             |                 |                 |

| Etnična sestava po popisu iz leta 2002 | Etnična sestava po popisu iz leta 2002 | Etnična sestava po popisu iz leta 2002 | Etnična sestava po popisu iz leta 2002 | Etnična sestava po popisu iz leta 2002 |
| -------------------------------------- | -------------------------------------- | -------------------------------------- | -------------------------------------- | -------------------------------------- |
| Srbi                                   | Srbi                                   |                                        | 1.204                                  | 98,12%                                 |
| Romi                                   | Romi                                   |                                        | 7                                      | 0,57%                                  |
| Jugoslovani                            | Jugoslovani                            |                                        | 2                                      | 0,16%                                  |
| Črnogorci                              | Črnogorci                              |                                        | 1                                      | 0,08%                                  |
| Hrvati                                 | Hrvati                                 |                                        | 1                                      | 0,08%                                  |
| Makedonci                              | Makedonci                              |                                        | 1                                      | 0,08%                                  |
| Neznano                                | Neznano                                |                                        | 7                                      | 0,57%                                  |